# Trille
 Der er for få eller ingen kildehenvisninger i denne artikel, hvilket er et problem. Du kan hjælpe ved at angive troværdige kilder til de påstande, som fremføres i artiklen.

Trille Bodil Nielsen (født 6. marts 1945 i København, død 17. oktober 2016 i København) var en dansk forfatter og musiker. Hun begyndte i det frugtbare folkemusik-miljø i 1960'erne.

## Musikalsk karriere
Trille begyndte sin musikalske karriere, da hun i begyndelsen af 1960'erne fejrede studenterfest på det københavnske værtshus Kontoret. Under festen greb hun en guitar og underholdt med så stor succes, at værten tilbød hende betaling for at være et fast indslag på værtshuset.
Det blev imidlertid den engelske sanger Cy Nicklin fra sanggruppen Cy, Maia & Robert, som foranledigede, at Trille fik kontakt til sangskriveren Thøger Olesen. Trille fik adgang til et større publikum, da Thøger Olesen brugte hendes sang som et opfriskende kvindeligt indslag i sine folkecabareter i Vise Vers Huset i Tivoli.
Fra 1966 til 1970 udgav Trille en lang række viser som solist. Sangene var danske folkesange, børnesange og fortællinger, frække viser fra det gamle Frankrig samt plader med sang/tale i projekter, som hun lavede med forskellige teatergrupper.
Trille blev landskendt, da hun 18. september 1970 på DR fremførte Jesper Jensens sang Øjet, der provokerede det "pæne Danmark". Fremførelsen endte med at justitsminister Knud Thestrup besluttede at rejse tiltale efter Straffelovens §140 mod de ansvarlige hos DR. Sagen endte med frifindelse. Sangen har i dag kultstatus og er genudgivet på opsamlingspladen Det bedste af dansk musik, 1969-71 (Egmont Music Club, 1998) og siden på Hippie hits: Du skal ud hvor du ikke kan bunde! (Hippieselskabet, 2011). Den kan også ses og høres på DR's arkivsite Bonanza.
Trille indspillede en lang række plader med stærke budskaber. Med sin egen folk-rock-stil blev hun flittigt benyttet på børneprogrammer i radio og tv med udgangspunkt i mor-barn-forholdet. Hun udgav plader med viser og ballader om kærlighed, ensomhed og livet. Men det var nok viserne i den politiske kønsdebat, der gav hende prædikatet rødstrømpe, uden hun selv har bekendt sig til bevægelsen.

## Andet
Trilles navn var Bodil Gudrun Nielsen, til hun i 1980 tog navneforandring til Trille Bodil Nielsen.
I 2006 opførte skuespilleren Mette Marckmann en Trille-cabaret "Et lille lys i mørket" på Cafe Liva.[kilde mangler]
I 2008 opførte Odense Teater en Trille-kabaret, En Lille Bunke Krummer, iscenesat af skuespilleren Mads Nørby. Den gik for udsolgte huse.[kilde mangler]
En del af Trilles materiale er genudgivet; hun udsendte ikke nyt materiale efter 1988. Trille holdt i de senere år foredrag med udgangspunkt i livsfilosofi.
Siden 2014 har Mette Marckmann, med Trilles velsignelse, turneret rundt i Danmark med Trilles gamle band. Ole Fick (guitar), Øyvind Ougaard (piano) og Hugo Rasmussen (bas). Efter Hugo Rasmussens død i 2015 har Mads Vinding overtaget basspillet.
I 2017 udkom en live-cd med Trilles sange spillet af Trilleband featuring Mette Marckmann.
Trille døde i oktober 2016 efter kort tids kræftsygdom.

## Diskografi
- Pikante viser fra det gamle Frankrig (1966).
- Viser for folk og.... (1968).
- Schade: Sjov i Danmark (1969).
- Trille synger (1970).
- Reed Moon (1970).
- Oh Nelson med dit øje (1970).
- Goda 'goda' (1971).
- Fra England til Skotland (1971).
- Dit og dat (1972).
- Hele min familie (1972).
- Stille folk (1973).
- Eigil (1974).
- Hej søster (1975).
- Viser fra din oldefars tid (1976).
- Trille synger Sørens sange (1977).
- En lille bunke krummer (1978).
- Altid har jeg længsel (1979).
- Små skridt (1981).
- Halvmånetid (1983).
- Indeni/udenpå (1986).
- Hjemlige eventyr (1988).
- Best of vol. 1 (1975/1990).
- Best of vol. 2 (1975/1990).
- The real Trille hits (1995).
- Hele balladen (2010): Genudgivelse af cd'erne Hej Søster, En lille bunke krummer, Altid har jeg længsel, Små skridt, Halvmånetid, Indeni/udenpå og Hjemlige eventyr.

## Filmografi
- Du store verden - 39 søskende